# Bertiaceae
Bertiaceae es una familia de hongos en Ascomycota, orden Coronophorales.